# پایگاه هوایی موقت نیو ارلیانز
پایگاه هوایی موقت نیو ارلیانز (به انگلیسی: Naval Air Station Joint Reserve Base New Orleans) (به زبان بومی: Alvin Callender Field) یک فرودگاه نظامی با کد یاتا NBG است . این فرودگاه در کشور ایالات متحده آمریکا قرار دارد و در ارتفاع ۱ متری از سطح دریا واقع شده‌است.